# Arnošt August Hannoverský (1914–1987)
Arnošt August Hannoverský (Arnošt August Jiří Vilém Kristián Ludvík František Josef Mikuláš Oskar; 18. března 1914 Braunschweig – 9. prosince 1987 Pattensen) byl v letech 1953 až 1987 hlava Hannoverské dynastie. Od svého narození do Listopadové revoluci v Německu byl následník trůnu v Brunšvickém vévodství, státu v Německém císařství.
Narodil se v německém Braunschweigu jako nejstarší syn vévody Arnošta Augusta Brunšvického a jeho manželky Viktorie Luisy Pruské, jediné dcery německého císaře Viléma II. Od narození měl titul dědičný brunšvický princ, krátce po jeho narození v roce 1914 jej král Jiří V. jmenoval britským princem a byl také dědicem titulů vévody z Cumberlandu a Teviotdale a hraběte z Armaghu, tyto tituly mu však byly Zákonem o zbavení titulů 1917 pozastaveny.

## Život

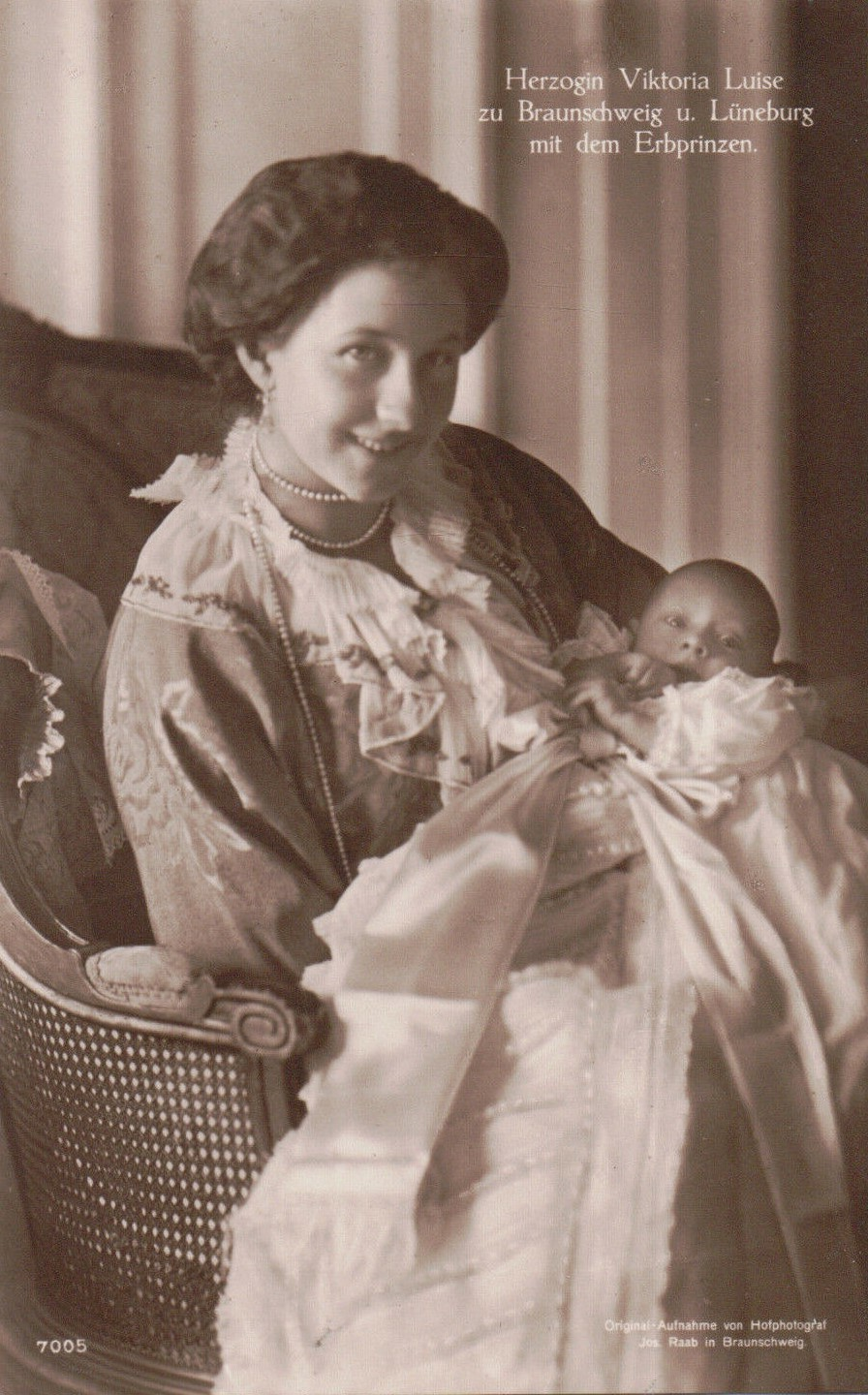
Arnošt August se svou matkou v roce 1914.

Křest Arnošta Augusta v létě 1914 byl posledním velkým shromážděním evropských monarchů před první světovou válkou. Měl zvučný seznam kmotrů: britský král Jiří V., rakouský císař František Josef I., ruský car Mikuláš, bavorský král Ludvík III., meklenbursko-zvěřínský velkovévoda Fridrich František IV., pruský princ Adalbert, pruský princ Oskar, princ Maxmilián Bádenský, 1. královská bavorská těžká kavalérie a všichni čtyři jeho prarodiče: německý císař a císařovna a vévoda a vévodkyně z Cumberlandu.
Přestal být dědicem brunšvického vévodství ve čtyřech letech, když jeho otec v roce 1918 abdikoval. Po otcově smrti v roce 1953 se stal hlavou Hannoverské dynastie.
Během druhé světové války bojoval na ruské frontě jako poručík (Oberleutnant) ve štábu generálplukovníka Ericha Hoepnera. U Charkova byl na jaře 1943 vážně zraněn. Po atentátu na Hitlera z 20. července 1944 byl na několik týdnů Gestapem zatčen v Berlíně.
V roce 1933 se přidal k SS a zůstal členem jeden rok. Jeho oficiální osvědčení o „denacifikaci“ z roku 1949, které prověřovalo jeho svazky se Třetí říší, ho klasifikovalo jako „nominálního příznivce nacismu“, aniž by byl členem nacistické strany a podle záznamu ministerstva zahraničí.
V roce 1938 se jeho sestra Frederika provdala za budoucího krále Pavla I. Řeckého a v roce 1946 se jeho mladší bratr Jiří Vilém oženil s princeznou Sofií Řeckou a Dánskou.
Arnošt August byl dědic britských titulů prince Velké Británie a Irska, který uznal ad personam pro otce Arnošta Augusta i pro něj a jeho sourozence král Jiří V. dne 17. června 1914, dále titulů vévody z Cumberlandu a Teviotdale a hraběte z Armaghu; tituly mu však byly pozastaveny Zákonem o zbavení titulů 1917. Kromě toho, že byl Němec, měl také britskou národnost poté, co se mu podařilo uplatnit Zákon o naturalizaci kurfiřtky Žofie z roku 1705. Nicméně nastal problém, protože zahraniční královské tituly nelze zapsat do britského pasu. Proto na pasu nemohly být uvedeny tituly princ hannoverský, vévoda brunšvický a lüneburský, ale kvůli Zákonu o zbavení titulů z roku 1917 ani britské tituly. Jméno, které bylo nakonec uvedeno do britských dokumentů znělo Ernest Augustus Guelph s dodatkem Jeho královská Výsost. Příjmení Guelph se stylizováním Královská Výsost používali ve Velké Británii i Arnoštovi sourozenci a děti.
V roce 1961 prodal své zbývající majetky v zahradách Herrenhausen, včetně umístění paláce Herrenhausen, který byl zničen britskými bombovými nálety v roce 1943. Ponechal si však Knížecí dům, který nechal postavit v roce 1720 britský král Jiří I. pro svou nemanželskou dceru Annu Luisu. Ze zámku Marienburg udělal Arnošt August v roce 1954 muzeum poté, co se přestěhoval do nedalekého Calenberg Demesne, což způsobilo hádku s jeho matkou, která byla nucena se odstěhovat. Státu Horní Rakousy v roce 1979 prodal rodinné exilové sídlo, zámek Cumberland v rakouském Gmundenu jeho rodinná nadace se sídlem v Lichtenštejnsku ale udržovala v Gmundenu rozsáhlé lesy, oboru, lovecký zámeček, Královninu vilu a další majetky.

## Manželství a potomci
Během druhé světové války, konkrétně v roce 1941, se jeho bratranec princ Hubertus Pruský oženil se společensky uznávanou kráskou a aristokratkou baronkou Marií Annou von Humboldt-Dachroeden. V roce 1943 se však pár rozvedl kvůli jejímu poměru s jeho bratrancem, Arnoštem Augustem Hannoverským, který vyústil v narození syna, jehož biologickým otcem byl Arnošt August. Arnošt August se však s Marií Annou neoženil, protože by to jeho rodiče neschválili kvůli jejímu neadekvátnímu původu a také tomu, že byla rozvedená, a kdyby si ji vzal, stal by se dědicem vedení rodu Hannoverů Arnoštův mladší bratr Jiří Vilém. Jejich nemanželský syn, narozený v roce 1943, byl pokřtěn jako Kristián Arnošt August Hubertus, svobodný pán von Humboldt-Dachroeden.
5. září 1951 se sedmatřicetiletý Arnošt August oženil s o jedenáct let mladší princeznou Ortrud Šlesvicko-Holštýnsko-Sonderbursko-Glücksburskou. Svatby se zúčastnilo mnoho královských osobností, včetně jeho sestry královny Frederiky a jejího manžela krále Pavla I. Řeckého, a hlav rodů ze Saska, Hesenska, Meklenburska, Oldenburska a Bádenska. Po svatbě následovala recepce v budově galerie v zahradách Herrenhausen, jediné části bývalého hannoverského letního sídla, která byla stále neporušená, sám palác shořel během druhé světové války.
S první manželkou měl Arnošt August šest dětí:
- Marie Hannoverská (* 1952)
- Arnošt Augustus Hannoverský (* 26. února 1954), hlava dynastie Hannoverských,
⚭ 1981 Chantal Hochuli (* 2. června 1955), rozvedli se v roce 1997
⚭ 1999 Caroline Monacká (* 23. ledna 1957), dědičná princezna monacká
- Ludvík Rudolf Hannoverský (21. listopadu 1955 – 29. listopadu 1988), ⚭ 1987 Isabella Maria von Thurn-Valsassina-Como-Vercelli (12. prosince 1962 – 29. listopadu 1988)
- Olga Hannoverská (1958)
- Alexandra Hannoverská (1959)
- Jindřich Hannoverský (* 29. dubna 1961), ⚭ 1999 Thyra von Westernhagen (* 14. srpna 1973)

Princezna Ortrud zemřela v roce 1980.
Arnošt August se v roce 1981 znovu oženil s Monikou zu Solms-Laubach (1929–2015), dcerou Jiřího, 9. hraběte ze Solms-Laubach, a Johany, princezny ze Solms-Hohensolms-Lich.
Arnošt August zemřel v Schulenburgu v Pattensenu v Dolním Sasku 9. prosince 1987 ve věku 78 let. Pohřben byl vedle své první manželky na kulaté baště zámku Marienburg.

## V populární kultuře
V první řadě Netflix seriálu Koruna jej ztvárnil britský herec Daniel Betts.

## Vývod z předků
|                           |                                       |  |                 |                                                                      |  |  |  |  |  |  |  | Arnošt August I. Hannoverský |
|                           |                                       |  |                 |                                                                      |  |  |  |  |  |  |  |                              |
|                           | Jiří V. Hannoverský                   |  |                 |                                                                      |  |  |  |  |  |  |  |                              |
|                           |                                       |  |                 |                                                                      |  |  |  |  |  |  |  |                              |
|                           |                                       |  |                 | Frederika Meklenbursko-Střelická                                     |  |  |  |  |  |  |  |                              |
|                           |                                       |  |                 |                                                                      |  |  |  |  |  |  |  |                              |
|                           | Ernest Augustus Hannoverský           |  |                 |                                                                      |  |  |  |  |  |  |  |                              |
|                           |                                       |  |                 |                                                                      |  |  |  |  |  |  |  |                              |
|                           |                                       |  |                 | Josef Sasko-Altenburský                                              |  |  |  |  |  |  |  |                              |
|                           |                                       |  |                 |                                                                      |  |  |  |  |  |  |  |                              |
|                           | Marie Sasko-Altenburská               |  |                 |                                                                      |  |  |  |  |  |  |  |                              |
|                           |                                       |  |                 |                                                                      |  |  |  |  |  |  |  |                              |
|                           |                                       |  |                 | Amálie Württemberská                                                 |  |  |  |  |  |  |  |                              |
|                           |                                       |  |                 |                                                                      |  |  |  |  |  |  |  |                              |
|                           | Arnošt August Brunšvický              |  |                 |                                                                      |  |  |  |  |  |  |  |                              |
|                           |                                       |  |                 |                                                                      |  |  |  |  |  |  |  |                              |
|                           |                                       |  |                 | Fridrich Vilém Šlesvicko-Holštýnsko-Sonderbursko-Glücksburský        |  |  |  |  |  |  |  |                              |
|                           |                                       |  |                 |                                                                      |  |  |  |  |  |  |  |                              |
|                           | Kristián IX. Dánský                   |  |                 |                                                                      |  |  |  |  |  |  |  |                              |
|                           |                                       |  |                 |                                                                      |  |  |  |  |  |  |  |                              |
|                           |                                       |  |                 | Luisa Karolina Hesensko-Kasselská                                    |  |  |  |  |  |  |  |                              |
|                           |                                       |  |                 |                                                                      |  |  |  |  |  |  |  |                              |
|                           | Thyra Dánská                          |  |                 |                                                                      |  |  |  |  |  |  |  |                              |
|                           |                                       |  |                 |                                                                      |  |  |  |  |  |  |  |                              |
|                           |                                       |  |                 | Vilém Hesensko-Kasselský                                             |  |  |  |  |  |  |  |                              |
|                           |                                       |  |                 |                                                                      |  |  |  |  |  |  |  |                              |
|                           | Luisa Hesensko-Kasselská              |  |                 |                                                                      |  |  |  |  |  |  |  |                              |
|                           |                                       |  |                 |                                                                      |  |  |  |  |  |  |  |                              |
|                           |                                       |  |                 | Luisa Šarlota Dánská                                                 |  |  |  |  |  |  |  |                              |
|                           |                                       |  |                 |                                                                      |  |  |  |  |  |  |  |                              |
| Arnošt August Hannoverský |                                       |  |                 |                                                                      |  |  |  |  |  |  |  |                              |
|                           |                                       |  |                 |                                                                      |  |  |  |  |  |  |  |                              |
|                           |                                       |  | Vilém I. Pruský |                                                                      |  |  |  |  |  |  |  |                              |
|                           |                                       |  |                 |                                                                      |  |  |  |  |  |  |  |                              |
|                           | Fridrich III. Pruský                  |  |                 |                                                                      |  |  |  |  |  |  |  |                              |
|                           |                                       |  |                 |                                                                      |  |  |  |  |  |  |  |                              |
|                           |                                       |  |                 | Augusta Sasko-Výmarská                                               |  |  |  |  |  |  |  |                              |
|                           |                                       |  |                 |                                                                      |  |  |  |  |  |  |  |                              |
|                           | Vilém II. Pruský                      |  |                 |                                                                      |  |  |  |  |  |  |  |                              |
|                           |                                       |  |                 |                                                                      |  |  |  |  |  |  |  |                              |
|                           |                                       |  |                 | Albert Sasko-Kobursko-Gothajský                                      |  |  |  |  |  |  |  |                              |
|                           |                                       |  |                 |                                                                      |  |  |  |  |  |  |  |                              |
|                           | Viktorie Sasko-Koburská               |  |                 |                                                                      |  |  |  |  |  |  |  |                              |
|                           |                                       |  |                 |                                                                      |  |  |  |  |  |  |  |                              |
|                           |                                       |  |                 | Královna Viktorie                                                    |  |  |  |  |  |  |  |                              |
|                           |                                       |  |                 |                                                                      |  |  |  |  |  |  |  |                              |
|                           | Viktorie Luisa Pruská                 |  |                 |                                                                      |  |  |  |  |  |  |  |                              |
|                           |                                       |  |                 |                                                                      |  |  |  |  |  |  |  |                              |
|                           |                                       |  |                 | Kristián August II. Šlesvicko-Holštýnsko-Sonderbursko-Augustenburský |  |  |  |  |  |  |  |                              |
|                           |                                       |  |                 |                                                                      |  |  |  |  |  |  |  |                              |
|                           | Fridrich VIII. Šlesvicko-Holštýnský   |  |                 |                                                                      |  |  |  |  |  |  |  |                              |
|                           |                                       |  |                 |                                                                      |  |  |  |  |  |  |  |                              |
|                           |                                       |  |                 | Luisa Žofie z Danneskiold-Samsøe                                     |  |  |  |  |  |  |  |                              |
|                           |                                       |  |                 |                                                                      |  |  |  |  |  |  |  |                              |
|                           | Augusta Viktorie Šlesvicko-Holštýnská |  |                 |                                                                      |  |  |  |  |  |  |  |                              |
|                           |                                       |  |                 |                                                                      |  |  |  |  |  |  |  |                              |
|                           |                                       |  |                 | Arnošt I. z Hohenlohe-Langenburgu                                    |  |  |  |  |  |  |  |                              |
|                           |                                       |  |                 |                                                                      |  |  |  |  |  |  |  |                              |
|                           | Adléta z Hohenlohe-Langenburgu        |  |                 |                                                                      |  |  |  |  |  |  |  |                              |
|                           |                                       |  |                 |                                                                      |  |  |  |  |  |  |  |                              |
|                           |                                       |  |                 | Feodora Leiningenská                                                 |  |  |  |  |  |  |  |                              |
|                           |                                       |  |                 |                                                                      |  |  |  |  |  |  |  |                              |